# Парада-Амадор-Буену (станція CPTM)
Парада-Амадор-Буену (порт. Parada Amador Bueno) — станція CPTM — системи приміських поїздів Великого Сан-Паулу (Лінія 8), — розташована в муніципалітеті Ітапеві і названа на честь урядового посадовця колоніальних часів Амадора Буену ді Рібейра.
Платформа була відкрита 8 травня 1922 року, 1938 року вона отримала окрему будівлю, а 21 червня 1985 року сучасну будівлю і назву. 1997 року була передана системі CPTM.